# Zakłady Przemysłu Gipsowego „Dolina Nidy”
Zakłady Przemysłu Gipsowego „Dolina Nidy” – przedsiębiorstwo działające w latach 1955–2000, zajmujące się wydobywaniem, przetwarzaniem i wyrobem produktów na bazie gipsu naturalnego. Od 2000 r. Dolina Nidy sp. z o.o.

## Historia
W 1952 rozpoczęto budowę zakładu w Gackach koło Pińczowa. O lokalizacji inwestycji w tym miejscu zadecydowały występujące tu duże i łatwo dostępne złoża skał gipsowych, największe ze zbadanych w Polsce. W 1955 powstały Zakłady Przemysłu Gipsowego „Dolina Nidy” – uruchomiono wydobycie i kruszenie kamienia gipsowego, rozpoczęto produkcję. W 1962 nastąpiło zakończenie zaplanowanych i rozpoczętych 10 lat wcześniej prac inwestycyjnych. W tym roku uruchomiono w Gackach pierwszą w Polsce w pełni zmechanizowaną i zautomatyzowaną produkcję prefabrykowanych elementów z gipsu naturalnego dla budownictwa.
Najbardziej znane elementy budowlane wytwarzane w zakładach na bazie gipsu to:
- gipsowa płyta ścienna Pro-Monta (bloczki gipsowe o wymiarach 666 × 500 × 80 mm)
- płyty gipsowo-kartonowe zbrojone w masie włóknem rozproszonym, oznaczane symbolem GKF

W roku 2000 nastąpiła prywatyzacja Zakładów Przemysłu Gipsowego „Dolina Nidy”. Obecnie Dolina Nidy sp. z o.o.